# Coihueco
Coihueco ist eine Stadt und Gemeinde in der Provinz Punilla in der Región de Ñuble in Chile. Bei der Volkszählung im Jahr 2017 hatte sie 26.881 Einwohner. Die Gemeinde erstreckt sich über eine Fläche von 1776,6 km².

## Geschichte
Die Geschichte von Coihueco reicht bis in die präkolumbianische Zeit zurück, als das Gebiet vom Volk der Mapuche besiedelt war. Aufgrund der reichen Flora und Fauna, sowie zahlreicher Flüsse und dichter Coihue-Wälder, war die Region besonders geschätzt. Mit der Ankunft der spanischen Konquistadoren im 16. Jahrhundert kam es zu Konflikten zwischen den europäischen Kolonisatoren und der indigenen Bevölkerung.
Ein wichtiger Schritt in der Entwicklung war die Eröffnung der Bahnhofsanlage von Coihueco am Zweiggleis Chillán–Recinto, was die Region ab 1810 mit dem landwirtschaftlichen Aufschwung verband.
Um 1860 entstanden erste Siedlungen östlich von Chillán, darunter die sogenannte „Villa del Guindo“, bestehend aus 15 Häusern. Der Landbesitzer Luis Hermosilla stellte sein Gelände für den Aufbau des Ortes zur Verfügung. Durch infrastrukturelle Maßnahmen wuchs die Siedlung auf rund 50 Familien an. Am 17. Juli 1868 wurde ihr der Status einer „Villa“ verliehen, unter der Präsidentschaft von José Joaquín Pérez. Am 12. August 1887 erhielt sie durch José Manuel Balmaceda den Stadttitel.
Die offizielle Gründung der Gemeinde und der Stadtverwaltung erfolgte schließlich am 22. Dezember 1891.
Ab dem Jahr 1910 wurde Coihueco durch eine Schmalspurbahn mit Chillán und umliegenden Orten verbunden. Die Fahrt dauerte etwa eineinhalb Stunden mit Zwischenhalten in Santa Elvira, General Lagos und Talquipén.
Ein bedeutender Fortschritt war die Elektrifizierung im Jahr 1950, ermöglicht durch die Endesa. 1967 wurde die asphaltierte Straße nach Chillán für den öffentlichen Verkehr freigegeben, was die Anbindung an die Provinzhauptstadt deutlich verbesserte. 1970 wurden mehrere öffentliche Gebäude eröffnet, darunter Postamt, Standesamt, Schatzamt, Subdelegation und Gesundheitsdienste.
In jüngerer Zeit verzeichnet Coihueco einen Zuwachs im Tourismus, gefördert durch die landschaftliche Vielfalt und lebendige kulturelle Traditionen, darunter zahlreiche Mapuche-Feste.

## Bevölkerung
Laut der Volkszählung des Nationalen Statistikinstituts von 2002 hatte Coihueco 23.583 Einwohner (12.211 Männer und 11.372 Frauen). Davon lebten 7230 (30,7 %) in städtischen Gebieten und 16.353 (69,3 %) auf dem Land. Die Bevölkerung wuchs zwischen den Volkszählungen 1992 und 2002 um 4,4 % (998 Personen). Im Jahr 2017 zählte man 26.881 Personen.

## Orte
In der Gemeinde Coihueco befinden sich folgende Orte:
- Coihueco (Hauptort)
- Minas del Prado
- Bustamante
- La Viñita
- Coleal
- Talquipén
- Tanilvoro
- Culenar
- San Antonio de Cato
- Chillinhue
- Bureo
- El Carmen de Cato
- Roblería
- Copihual
- El Embalse
- Héroes de la Concepción
- Miraflores
- La Palma
- Talquipén
- Camino Cerrillos
- Tres Esquinas de Cato
- Niblinto
- El Chingue
- La Flecha
- San Ramón
- Bajo Los Amigos
- Camino San Miguel
- Cancha El Álamo
- El Huingán
- Pullami
- Nahueltoro
- Las Pataguas
- El Porvenir
- Rosario
- Montebello
- Vegas de Niblito
- Tres Acequias
- El Calabozo
- Los Puquios
- El Aromo
- Santa Guiselle
- General Lagos
- Chacayal
- Los Aromos